# Anse (voie)
Pour les articles homonymes, voir Anse.
Le mot anse est un odonyme, c'est-à-dire un terme servant à désigner une voie publique. En effet, il est par extension le terme utilisé pour la voie qui longe une baie au bord de la mer ou encore par analogie du mot "anse", une rue en forme de courbe. 
Ces voies sont en général réservées au trafic moyen. L'usage de cet odonyme est très rare.

## Exemples d'adresse ayant pour nom de voie, le mot « anse »
On retrouve plusieurs voies nommées « anse » en France, dont voici une liste non exhaustive :  

### Anse qui longe une baie
- Anse du Brick (Maupertus-sur-Mer)[2]
- Anse de Maldormé (Marseille)[3]

### Anse en forme de courbe
- Anse du Boitron (Marles-en-Brie)[4]